# 안기천로
안기천로(安奇川路)는 경상북도 안동시 금곡동 태화오거리에서 안동시 태화동을 연결하는 도로이다. 안동 시가지를 흐르던 하천이었던 안기천을 복개하여 건설한 도로이다.

## 주요 경유지
- 안동서부초등학교
- 서구동 주민센터
- 영가교 교차로
- 경상북도립안동도서관
- 육사로

## 주요 교차도로
- 제비원로
- 서동문로
- 육사로